# Sorgaqtani Beki
Sorgaqtani Beki (talvolta indicata come Sorkhokhtani, Sorghagtani Beki; 1198 – 1252) è stata una principessa mongola, figliastra di Gengis Khan e madre di Kublai Khan.

## Biografia
Sorgaqtani era della tribù dei Kereiti e nipote del loro Ong Khan Toghrul Khan, ed era di religione nestoriana .
Divenne la moglie principale di Tolui, quarto figlio di Gengis Khan e della sua moglie principale, Börte. Da questo matrimonio nacquero Möngke e Kublaï, tutti e due grandi khan dei mongoli, Hulagu, fondatore della dinastia dei khan Hulagidi dell'Iran, e Arig Bek, rivale del fratello Kublaï. 
Ebbe una grande influenza sui figli e sull'evoluzione dell'impero mongolo. Nel 1248, morì il terzo grand khan, Güyük, figlio di Ögödei, terzo figlio di Gengis Khan e di Börte. Nel 1251 contribuì a far eleggere Möngke a detrimento di altri discendenti di Ögödei. Da allora in poi, il potere passò nelle mani di Kublai.
Favorì gli scambi commerciali e culturali. 
Lo storico Barebreo (1226-1286) scrisse su di lei: